# Indalmus
Indalmus es un género de coleópteros polífagos de la familia Endomychidae. En 1858 Gerstaecker describió el género. Esta es la lista de especies que lo componen:
- Indalmus angusticollis (Gerstaecker, 1858)
- Indalmus bivittatus (Percheron, 1837)
- Indalmus brevis (Strohecker, 1959)
- Indalmus clavipes (Arrow, 1920)
- Indalmus coomani (Pic, 1925)
  - Indalmus coomani coomani
  - Indalmus coomani sinensis
- Indalmus distinctus (Arrow, 1923)
- Indalmus ephippiatus (Gerstaecker, 1858)
- Indalmus formosanus (Csiki, 1937)
- Indalmus grandjeani (Pic, 1930)
- Indalmus graphicus (Gorham, 1873)
- Indalmus hanchunglinensis (Li, 1992)
- Indalmus hirsutus (Strohecker, 1944)
- Indalmus hova (Arrow, 1920)
- Indalmus indicus (Gorham, 1875)
- Indalmus inermipes (Strohecker, 1958)
- Indalmus ingratus (Strohecker, 1952)
- Indalmus insularum (Gorham, 1873)
- Indalmus kirbyanus (Latreille, 1807)
- Indalmus lachrymosus (Arrow, 1925)
- Indalmus lineella (Chapuis, 1876)
- Indalmus liuchungloi (Kryzhanovskij, 1960)
- Indalmus luzonicus (Gorham, 1897)
- Indalmus malayanus (Arrow, 1926)
  - Indalmus malayanus malayanus
  - Indalmus malayanus vulcanus
- Indalmus nanus (Arrow, 1920)
- Indalmus oblongulus (Fairmaire, 1894)
- Indalmus pubescens (Arrow, 1925)
- Indalmus quadripunctatus (Ohta, 1931)
- Indalmus undulatus (Pic, 1930)